# French and Saunders
French and Saunders is een komisch duo bestaande uit de Britse comédiennes Dawn French en Jennifer Saunders. Zij vormden vanaf 1987 een duo. In de televisieserie French & Saunders, in Nederland te zien bij de VPRO, gaven ze zelf acte de présence en werden ze bijgestaan door onder meer Rowland Rivron en Simon Brint.  
In diverse specials zoals French & Saunders go to the movies gaven ze hun eigen kijk op films als Alien, Whatever happened to baby Jane, Batman, Dangerous Liaisons en Silence of the lambs. Ook bekend zijn parodieën op artiesten als Bros, Transvision Vamp, Céline Dion en Tanita Tikaram. Mede door het creëren van de series Absolutely Fabulous met Jennifer Saunders en The Vicar of Dibley met Dawn French verdween French & Saunders naar de achtergrond.